# Pterostichus palmi
Pterostichus palmi är en skalbaggsart som beskrevs av Schaeffer. Pterostichus palmi ingår i släktet Pterostichus och familjen jordlöpare. Inga underarter finns listade i Catalogue of Life.